# Ellers laver jeg ikke noget - Om unge, stoffer og misbrug
Ellers laver jeg ikke noget - Om unge, stoffer og misbrug er en film instrueret af Ib Makwarth.

## Handling
På grundlag af dokumentarisk materiale (hovedsageligt interviews) søger filmen at fremlægge baggrunde og årsager til, at mennesker falder i stofmisbrug. I denne film, som supplerer Det er godt at få varmen, er der i første række optagelser fra miljøer, hvor misbrugsstofferne (endnu) ikke er aktuelle.